# Сиевка
Сиевка — река в России, протекает в Инсарском районе Республики Мордовия. Устье реки находится в 91 км по левому берегу реки Исса. Длина реки составляет 14 км.
Исток реки на Приволжской возвышенности близ границы с Пензенской областью в 12 км к юго-востоку от города Инсар. Течёт на северо-восток, единственный населённый пункт на реке — село Сиалеевская Пятина, на северной окраине которого река впадает в Иссу.

## Данные водного реестра
По данным государственного водного реестра России относится к Окскому бассейновому округу, водохозяйственный участок реки — Мокша от истока до водомерного поста города Темников, речной подбассейн реки — Мокша. Речной бассейн реки — Ока.
Код объекта в государственном водном реестре — 09010200112110000027377.